# Maverick Records
Maverick Recording Company, és una discogràfica estatunidenca propietat del grup Warner Music, i distribuïda per Warner Bros Records.

## Història
Maverick Records va ser fundada per Madonna, Frederick DeMann, Ronnie Dashev i Warner Bros. el 1991. El nom de la discogràfica deriva de les primeres lletres del nom de Madonna (MAdonna VERonica) i de les últimes del nom del seu representant (FredeRICK DeMann).
DeMann va ser liquidat de la companyia per una suma de $20 milions el 1998, i Guy Oseary es va convertir en el president d'aquesta.
Maverick ha tingut triomfs amb artistes com Alanis Morissette, Michelle Branch, The Prodigy, i Candlebox. La discogràfica també va tenir èxit fent les bandes sonores d'algunes pel·lícules.

## Llista de cantants actuals
- Alanis Morissette
- Bottomline
- City sleeps
- Deftones
- Evaline
- Family Force 5
- The Finalist
- John-Mark
- Michelle Branch
- Mozella
- Paul Oakenfold
- On the Record
- The Prodigy
- Story of the Year
- Team Sleep
- Tyler Hilton
- The Wreckers

## Llistat de cantants anteriors
- Amanda
- Alisha's Attic
- Candlebox
- Clear Static
- Cleopatra
- The Deuce Project
- Erasure
- Jack's Mannequin
- John Stevens
- Jude
- Justincase
- Lillix
- Love Spit Love
- Madonna (1992-2004)
- Mest
- Muse
- Nicole
- No Authority
- Onesidezero
- The Rentals
- The Rising
- Showoff
- Stutterfly
- Tantric
- Unloco